# Paweł Górecki
Paweł Piotr Górecki – polski informatyk, doktor habilitowany nauk matematycznych. Specjalizuje się w biologii obliczeniowej, algorytmice oraz bioinformatyce. Adiunkt Instytutu Informatyki Wydziału Matematyki, Informatyki i Mechaniki Uniwersytetu Warszawskiego.
Stopień doktorski uzyskał na Wydziale Matematyki, Informatyki i Mechaniki UW w 2006 na podstawie pracy pt. Wykrywanie horyzontalnego transferu genów, przygotowanej pod kierunkiem Jerzego Tiuryna. Habilitował się w 2015 na podstawie oceny dorobku naukowego i rozprawy pt. Uzgadnianie drzew: teoria i zastosowania.
Swoje prace publikował w takich czasopismach jak m.in. „Theoretical Computer Science”, „Bioinformatics”, „Journal of Bioinformatics and Computational Biology”, „Fundamenta Informaticae” oraz „Journal of Computational Biology”.